# Johann Baptist Lexa von Aehrenthal
Johann Baptist Lexa von Aehrenthal (* 30. Juli 1777 in Prag, Königreich Böhmen; † 17. Oktober 1845 in Doxan, Bezirk Leitmeritz) war ein böhmischer Verwaltungsbeamter und Pomologe.

## Leben
Lexa von Aehrenthal wurde als Sohn des Johann Anton Ritter Lexa von Aehrenthal geboren. Die Familie war eine 1790 geadelte Bürgerfamilie. Er besuchte das Gymnasium in Prag und studierte anschließend Rechtswissenschaften an der Karls-Universität. Nach Abschluss trat er in den Staatsdienst ein, wurde Landrat beim Böhmischen Landgericht sowie Hofrat beim Böhmischen Landesgubernium, wo er später Vizepräsident wurde. In Anerkennung seiner Verdienste als Amtsträger wurde er am 10. März 1828 in den böhmischen Freiherrenstand erhoben.
Am 13. September 1807 vermählte er sich Philippine Freiin Schirndinger von Schirnding († 18. August 1811). In zweiter Ehe heiratete er am 7. Januar 1815 die Reichsgräfin Johanna Nepomucena von Wilczek. Aus dieser Ehe gingen zwei Kinder hervor:
- Johann Baptist II. Freiherr Lexa von Aehrenthal (* 11. März 1817), ⚭ Reichsgräfin Maria Felicia von Thun-Hohenstein
- Franziska Romana Maria Rosina Freiin Lexa von Aehrenthal (* 13. März 1819 in Prag), ⚭  Freiherr Franz Xaver von Paumgartten (* 8. Januar 1811; † 19. November 1866)

Nach dem Tod seines Vaters erbte Lexa von Aehrenthal die Herrschaft Doxan in Böhmen; außerdem das Schloss Terespol in Polen mit dem dazugehörigen Grundbesitz, den sein Vater 1804 erworben hatte. Hier baute er eine umfangreiche und musterhafte Pflanzung von Obstbäumen auf.

## Schriften
- Anleitung unter den in Deutschland bekanntesten Kernobstsorten ohne Beihilfe wissenschaftlicher Systeme eine den verschiedenen Zwecken entsprechende Wahl selbst treffen zu können: erläutert durch eine im praktischen Sinne aufgefaßte Zusammenstellung, Eintheilung und Ordnung der Kernobstsorten Deutschlands. C. W. Medau und Comp., Prag 1845.
- Deutschlands Kernobstsorten., 3 Bände, 1833/37/42. 1 Digitalisat, Band 2